# Проклятый газон
«Проклятый газон» (фр. Gazon Maudit) — французская комедия 1995 года с Викторией Абриль и Аленом Шаба в главных ролях. Режиссёром и сценаристом выступила исполнительница одной из главных ролей Жозиан Баласко.

## Сюжет
С виду Лоран и Лоли производят впечатление счастливой семейной пары. Он — агент по недвижимости, не упускающий случая «сходить налево». Она — домохозяйка, родом из Испании, воспитывающая двоих детей. Их жизнь течёт размеренно и рутинно, пока всё не меняет случай. На домашний газон припарковывается автомобиль с необычным водителем. Это Марижо, убеждённая лесбиянка, бесцельно путешествующая по стране. Она быстро проникается симпатией к Лоли, а та отвечает ей взаимностью, что не радует мужа-ревнивца, прикладывающего максимум усилий, чтобы расстроить их отношения. Но в итоге добивается совершенно другого результата. Лоли составляет график, по которому три дня она живёт с Лораном, три — с Марижо, а воскресенье оставляет выходным для обоих. Подобная идиллия оканчивается после того, как новый член семьи встречает свою бывшую подружку. Перед расставанием с возлюбленной Марижо занимается сексом с Лораном, мужем Лоли.
После этого история круто меняется.
У фильма открытый финал, но весьма пикантный, ибо Лоран, оказавшись в гостях у очередного клиента, недвусмысленно предлагающего «близкое» знакомство, берёт тайм-аут на размышление.

## В ролях
- Жозиан Баласко — Марижо
- Виктория Абриль — Лоли
- Ален Шаба — Лоран
- Мигель Бозе — Диего

## Награды
- «Сезар»: Лучший сценарий
- Премия Люмьера: Лучший сценарий
- 4 номинации на «Сезар», номинация на «Золотой глобус»

## Критика
Фильм получил 62 % положительных отзывов на сайте-агрегаторе рецензий Rotten Tomatoes на основе 13 рецензий и среднюю оценку 6,3 из 10.
Роджер Эберт оценил фильм на 1,5 звезды из 4-х. По его мнению, «это топорная конструкция, которая не оставляет зрителям ни капли остроумия или тонкости».